# Litvánia a 2020. évi nyári olimpiai játékokon
Litvánia a japán Tokióban megrendezett 2020. évi nyári olimpiai játékok egyik részt vevő nemzete. Az országot 12 sportágban 42 sportoló képviselte, akik 1 érmet szereztek.

## Érmesek
| Érem  | Versenyző          | Sportág | Versenyszám |
| ----- | ------------------ | ------- | ----------- |
| Ezüst | Laura Asadauskaitė | Öttusa  | Női egyéni  |

## Atlétika

### Férfi
| Versenyző             | Versenyszám     | Előfutam | Előfutam | Elődöntő | Elődöntő | Döntő   | Döntő    |
| Versenyző             | Versenyszám     | Idő      | Hely.    | Idő      | Hely.    | Idő     | Helyezés |
| --------------------- | --------------- | -------- | -------- | -------- | -------- | ------- | -------- |
| Arturas Mastianica    | 50 km gyaloglás |          |          |          |          | 4:06:43 | 31.      |
| Marius Žiūkas         | 20 km gyaloglás |          |          |          |          | 1:27:35 | 33.      |
| Gediminas Truskauskas | 200 m           | 21,02    | 5.       | kiesett  | kiesett  | kiesett | kiesett  |

| Versenyző          | Versenyszám   | Selejtező | Selejtező | Döntő    | Döntő    |
| Versenyző          | Versenyszám   | Eredmény  | Helyezés  | Eredmény | Helyezés |
| ------------------ | ------------- | --------- | --------- | -------- | -------- |
| Andrius Gudžius    | Diszkoszvetés | 65,94 m   | 2.        | 64,11 m  | 6.       |
| Adrijus Glebauskas | Magasugrás    | 217 cm    | 26.       | kiesett  | kiesett  |
| Edis Matusevičius  | Gerelyhajítás | 81,24 m   | 14.       | kiesett  | kiesett  |

### Női
| Versenyző                  | Versenyszám     | Előfutam | Előfutam | Elődöntő | Elődöntő | Döntő   | Döntő    |
| Versenyző                  | Versenyszám     | Idő      | Hely.    | Idő      | Hely.    | Idő     | Helyezés |
| -------------------------- | --------------- | -------- | -------- | -------- | -------- | ------- | -------- |
| Brigita Virbalytė-Dimšienė | 20 km gyaloglás |          |          |          |          | 1:35:56 | 26.      |
| Agnė Šerkšnienė            | 400 m           | 52,78    | 6.       | kiesett  | kiesett  | kiesett | kiesett  |

| Versenyző         | Versenyszám   | Selejtező | Selejtező | Döntő    | Döntő    |
| Versenyző         | Versenyszám   | Eredmény  | Helyezés  | Eredmény | Helyezés |
| ----------------- | ------------- | --------- | --------- | -------- | -------- |
| Airinė Palšytė    | Magasugrás    | 186 cm    | 27.       | kiesett  | kiesett  |
| Diana Zagainova   | Hármasugrás   | 13,10 m   | 28.       | kiesett  | kiesett  |
| Liveta Jasiūnaitė | Gerelyhajítás | 61,96 m   | 8.        | 60,06 m  | 7.       |

## Birkózás
| Versenyző         | Versenyszám              | Nyolcaddöntő        | Negyeddöntő | Elődöntő | Vigaszág első kör | Vigaszág elődöntő | Bronz- mérkőzés | Döntő   | Helyezés |
| ----------------- | ------------------------ | ------------------- | ----------- | -------- | ----------------- | ----------------- | --------------- | ------- | -------- |
| Mantas Knystautas | Férfi 130 kg kötöttfogás | Kayaalp (TUR) · 1–5 | kiesett     | kiesett  | kiesett           | kiesett           | kiesett         | kiesett | kiesett  |

## Cselgáncs
| Versenyző          | Versenyszám   | 32-es főtábla         | Nyolcaddöntő        | Negyeddöntő | Elődöntő | Vigaszág elődöntő | Bronz- mérkőzés | Döntő   | Helyezés |
| ------------------ | ------------- | --------------------- | ------------------- | ----------- | -------- | ----------------- | --------------- | ------- | -------- |
| Sandra Jablonskytė | Női nehézsúly | Maranić (CRO) · 11–00 | Dicko (FRA) · 00–10 | kiesett     | kiesett  | kiesett           | kiesett         | kiesett | kiesett  |

## Evezés

### Férfi
| Versenyző                                                                    | Versenyszám | Előfutam | Előfutam | Vigaszág | Vigaszág | Negyeddöntő | Negyeddöntő | Elődöntő | Elődöntő | Elődöntő | Döntő | Döntő   | Döntő | Helyezés |
| Versenyző                                                                    | Versenyszám | Idő      | Hely.    | Idő      | Hely.    | Idő         | Hely.       | Típus    | Idő      | Hely.    | Típus | Idő     | Hely. | Helyezés |
| ---------------------------------------------------------------------------- | ----------- | -------- | -------- | -------- | -------- | ----------- | ----------- | -------- | -------- | -------- | ----- | ------- | ----- | -------- |
| Mindaugas Griškonis                                                          | Egypár      | 7:05,88  | 2.       |          |          | 7:16,71     | 3.          | A/B      | 6:45,90  | 3.       | A     | 6:57,60 | 6.    | 6.       |
| Aurimas Adomavičius Saulius Ritter                                           | Kétpár      | 6:23,08  | 4.       | 6:27,36  | 2.       |             |             | A/B      | 6:34,04  | 6.       | B     | 6:20,87 | 6.    | 12.      |
| Dominykas Jančionis Dovydas Nemeravičius Armandas Kelmelis Martynas Džiaugys | Négypár     | 6:03,07  | 5.       | 6:14,73  | 6.       |             |             |          |          |          | B     | 5:51,64 | 4.    | 10.      |

### Női
| Versenyző                          | Versenyszám | Előfutam | Előfutam | Vigaszág | Vigaszág | Elődöntő | Elődöntő | Elődöntő | Döntő | Döntő   | Döntő | Helyezés |
| Versenyző                          | Versenyszám | Idő      | Hely.    | Idő      | Hely.    | Típus    | Idő      | Hely.    | Típus | Idő     | Hely. | Helyezés |
| ---------------------------------- | ----------- | -------- | -------- | -------- | -------- | -------- | -------- | -------- | ----- | ------- | ----- | -------- |
| Donata Karalienė Milda Valčiukaitė | Kétpár      | 6:50,38  | 2.       |          |          | A/B      | 7:11,29  | 3.       | A     | 6:47,44 | 4.    | 4.       |

## Kajak-kenu
| Versenyző          | Versenyszám | Előfutam | Előfutam | Negyeddöntő | Negyeddöntő | Elődöntő | Elődöntő | Döntő | Döntő  | Döntő    | Helyezés |
| Versenyző          | Versenyszám | Idő      | Hely.    | Idő         | Hely.       | Idő      | Hely.    | Típus | Idő    | Helyezés | Helyezés |
| ------------------ | ----------- | -------- | -------- | ----------- | ----------- | -------- | -------- | ----- | ------ | -------- | -------- |
| Mindaugas Maldonis | K-1 200 m   | 35,650   | 3        | 35,466      | 1           | 36,637   | 8        | B     | 36,257 | 2.       | 10.      |

## Kerékpározás

### Országúti kerékpározás
| Versenyző           | Versenyszám         | Idő           | Helyezés      |
| ------------------- | ------------------- | ------------- | ------------- |
| Evaldas Šiškevičius | Férfi mezőnyverseny | nem ért célba | nem ért célba |
| Rasa Leleivytė      | Női mezőnyverseny   | 3:59:47       | 35.           |

### Pályakerékpározás
| Versenyző                          | Versenyszám       | Selejtező | Selejtező | 1. forduló           | Vigaszág           | 2. forduló | Vigaszág | 9–12. helyért | Negyeddöntő | 5–8. helyért | Elődöntő       | Döntő             | Helyezés |
| Versenyző                          | Versenyszám       | Idő       | Hely.     | 1. forduló           | Vigaszág           | 2. forduló | Vigaszág | 9–12. helyért | Negyeddöntő | 5–8. helyért | Elődöntő       | Döntő             | Helyezés |
| ---------------------------------- | ----------------- | --------- | --------- | -------------------- | ------------------ | ---------- | -------- | ------------- | ----------- | ------------ | -------------- | ----------------- | -------- |
| Simona Krupeckaitė                 | Női egyéni sprint | 10,706    | 16.       | Lí Vaj-Sze (HKG) · V | Kobajasi (JPN) · V | kiesett    | kiesett  | kiesett       | kiesett     | kiesett      | kiesett        | kiesett           | kiesett  |
| Miglė Marozaitė                    | Női egyéni sprint | 10,706    | 16.       | Friedrich (GER) · V  | Kobajasi (JPN) · V | kiesett    | kiesett  | kiesett       | kiesett     | kiesett      | kiesett        | kiesett           | kiesett  |
| Simona Krupeckaitė Miglė Marozaitė | Női csapatsprint  | 33,276    | 7.        |                      |                    |            |          |               |             |              | Kína (CHN) · V | Mexikó (MEX) · GY | 5.       |

| Versenyző          | Versenyszám | 1. forduló | Vigaszág | 2. forduló | Döntő    | Helyezés |
| Versenyző          | Versenyszám | Helyezés   | Helyezés | Helyezés   | Helyezés | Helyezés |
| ------------------ | ----------- | ---------- | -------- | ---------- | -------- | -------- |
| Simona Krupeckaitė | Női keirin  | 6.         | 3.       | kiesett    | kiesett  | kiesett  |
| Miglė Marozaitė    | Női keirin  | 6.         | 5.       | kiesett    | kiesett  | kiesett  |

| Versenyző         | Versenyszám | Scratch | Scratch | Tempo verseny | Tempo verseny | Kieséses verseny | Kieséses verseny | Pontverseny | Pontverseny | Össz. pont | Hely |
| Versenyző         | Versenyszám | Pont    | Hely    | Pont          | Hely          | Pont             | Hely             | Pont        | Hely        | Össz. pont | Hely |
| ----------------- | ----------- | ------- | ------- | ------------- | ------------- | ---------------- | ---------------- | ----------- | ----------- | ---------- | ---- |
| Olivija Baleišytė | Női omnium  | 16      | 13.     | 8             | 17.           | 30               | 6.               | -20         | 17.         | 34         | 17.  |

## Öttusa
| Versenyző             | Versenyszám | Vívás (V) | Vívás (V) | Úszás   | Úszás | Úszás | Bónusz vívás (B) | Bónusz vívás (B) | Bónusz vívás (B) | Lovaglás | Lovaglás | Lovaglás | Futás/Lövészet | Futás/Lövészet | Futás/Lövészet | Összesen    | Összesen |
| Versenyző             | Versenyszám | Eredmény  | Pont      | Idő     | Pont  | Hely. | Eredmény         | Pont             | V+B Hely.        | Idő      | Hibapont | Pont     | Idő            | Hely.          | Pont           | Összes pont | Helyezés |
| --------------------- | ----------- | --------- | --------- | ------- | ----- | ----- | ---------------- | ---------------- | ---------------- | -------- | -------- | -------- | -------------- | -------------- | -------------- | ----------- | -------- |
| Justinas Kinderis     | Férfi       | 24–11     | 244       | 2:02,84 | 18    | 305.  | 2–1              | 246              | 3.               | 99,13    | 53       | 247      | 11:22,82       | 18.            | 618            | 1416        | 18.      |
| Laura Asadauskaitė    | Női         | 15–20     | 190       | 2:17,21 | 25    | 276.  | 2–1              | 192              | 25.              | 77,09    | 0        | 300      | 11:38,37       | 2.             | 602            | 1370        | Ezüst    |
| Gintarė Venčkauskaitė | Női         | 12–23     | 172       | 2:18,37 | 30    | 274.  | 1–1              | 173              | 34.              | 72,74    | 0        | 300      | 11:44,37       | 2.             | 596            | 1343        | 7.       |

## Sportlövészet
| Versenyző       | Versenyszám                | Selejtező | Selejtező | Döntő   | Döntő    |
| Versenyző       | Versenyszám                | Pont      | Helyezés  | Pont    | Helyezés |
| --------------- | -------------------------- | --------- | --------- | ------- | -------- |
| Karolis Girulis | Férfi légpuska             | 624,3     | 28.       | kiesett | kiesett  |
| Karolis Girulis | Férfi sportpuska összetett | 1163      | 25.       | kiesett | kiesett  |

## Súlyemelés
| Versenyző      | Versenyszám  | Szakítás | Lökés  | Összesen | Helyezés |
| -------------- | ------------ | -------- | ------ | -------- | -------- |
| Arnas Šidiškis | Férfi 109 kg | 156 kg   | 187 kg | 343 kg   | 13.      |

## Torna

### Férfi
| Versenyző       | Versenyszám      | Selejtező | Selejtező | Döntő    | Döntő    |
| Versenyző       | Versenyszám      | Pontszám  | Helyezés  | Pontszám | Helyezés |
| --------------- | ---------------- | --------- | --------- | -------- | -------- |
| Robert Tvorogal | Talaj            | 13,633    | 41.       | kiesett  | kiesett  |
| Robert Tvorogal | Lólengés         | 12,100    | 66.       | kiesett  | kiesett  |
| Robert Tvorogal | Gyűrű            | 13,300    | 48.       | kiesett  | kiesett  |
| Robert Tvorogal | Ugrás            | 13,666    | 18.       | kiesett  | kiesett  |
| Robert Tvorogal | Korlát           | 14,500    | 32.       | kiesett  | kiesett  |
| Robert Tvorogal | Nyújtó           | 12,766    | 57.       | kiesett  | kiesett  |
| Robert Tvorogal | Egyéni összetett | 80,232    | 46.       | kiesett  | kiesett  |

## Úszás

### Férfi
| Versenyző                                                          | Versenyszám      | Előfutam | Előfutam | Előfutam | Elődöntő | Elődöntő | Elődöntő | Döntő   | Döntő    |
| Versenyző                                                          | Versenyszám      | Idő      | Hely.    | Össz.    | Idő      | Hely.    | Össz.    | Idő     | Helyezés |
| ------------------------------------------------------------------ | ---------------- | -------- | -------- | -------- | -------- | -------- | -------- | ------- | -------- |
| Danas Rapšys                                                       | 200 m gyors      | 1:45,84  | 2.       | 9.       | 1:45,32  | 3.       | 3.       | 1:45,78 | 8.       |
| Danas Rapšys                                                       | 400 m gyors      | 3:46,32  | 7.       | 13.      |          |          |          | kiesett | kiesett  |
| Danas Rapšys                                                       | 200 m vegyes     | 1:59,90  | 7.       | 33.      | kiesett  | kiesett  | kiesett  | kiesett | kiesett  |
| Giedrius Titenis                                                   | 100 m mell       | 1:00,92  | 7.       | 36.      | kiesett  | kiesett  | kiesett  | kiesett | kiesett  |
| Andrius Šidlauskas                                                 | 100 m mell       | 59,46    | 4.       | 13.      | 59,82    | 7.       | 13.      | kiesett | kiesett  |
| Andrius Šidlauskas                                                 | 200 m mell       | 2:09,56  | 6.       | 13.      | 2:10,69  | 8.       | 16.      | kiesett | kiesett  |
| Simonas Bilis Deividas Margevičius Danas Rapšys Andrius Šidlauskas | 4 × 100 m vegyes | kizárás  | kizárás  | kizárás  |          |          |          | kiesett | kiesett  |

### Női
| Versenyző           | Versenyszám | Előfutam | Előfutam | Előfutam | Elődöntő | Elődöntő | Elődöntő | Döntő   | Döntő    |
| Versenyző           | Versenyszám | Idő      | Hely.    | Össz.    | Idő      | Hely.    | Össz.    | Idő     | Helyezés |
| ------------------- | ----------- | -------- | -------- | -------- | -------- | -------- | -------- | ------- | -------- |
| Kotryna Teterevkova | 100 m mell  | 1:06,82  | 1.       | 15.      | 1:07,39  | 7.       | 14.      | kiesett | kiesett  |
| Kotryna Teterevkova | 200 m mell  | 2:26,82  | 3.       | 23.      | kiesett  | kiesett  | kiesett  | kiesett | kiesett  |

## Vitorlázás
| Versenyző           | Versenyszám           | Futam | Futam | Futam | Futam | Futam | Futam | Futam | Futam | Futam | Futam | Futam | Futam | Futam   | Pontszám | Helyezés |
| Versenyző           | Versenyszám           | 1     | 2     | 3     | 4     | 5     | 6     | 7     | 8     | 9     | 10    | 11    | 12    | É       | Pontszám | Helyezés |
| ------------------- | --------------------- | ----- | ----- | ----- | ----- | ----- | ----- | ----- | ----- | ----- | ----- | ----- | ----- | ------- | -------- | -------- |
| Juozas Bernotas     | Férfi szörfvitorlázás | 23    | 11    | 12    | 15    | 26    | 10    | 12    | 18    | 13    | 12    | 14    | 5     | kiesett | 145      | 15.      |
| Viktorija Andrulytė | Női laser radial      | 38    | 10    | 29    | 24    | 26    | 19    | 23    | 27    | 33    | 3     |       |       | kiesett | 194      | 25.      |